# Horizon League
L'Horizon League è un'associazione sportiva universitaria di tutto il panorama sportivo statunitense, fondata nel 1979.
Delle sei squadre che fondarono la conference non ne è attualmente presente nessuna ma Detroit Mercy, iscritta nel 1980, è l'ateneo di più antica affiliazione.

La lega inizialmente era chiamata Midwestern City Conference sino al 1985 in cui diviene Midwestern Collegiate Conference per poi assumere l'attuale denominazione solo nel 2001; gli atenei sono provenienti prevalentemente dalla zona dei grandi laghi e la sede si trova ad Indianapolis, capitale dello stato dell'Indiana.

## Le squadre
- Cleveland State Vikings
- Detroit Mercy Titans
- Green Bay Phoenix
- IU Indy Jaguars
- Milwaukee Panthers
- Northern Kentucky Norse
- Oakland Golden Grizzlies
- Purdue Fort Wayne Mastodons
- Robert Morris Colonials
- Wright State Raiders
- Youngstown State Penguins

### Squadre future
- Northern Illinois Huskies (adesione a luglio 2026)